# La Bûche (nouvelle)
Pour les articles homonymes, voir Bûche.
Pour le film homonyme de Danièle Thompson, voir La Bûche.
La Bûche est une nouvelle de Guy de Maupassant, parue en 1882.

## Historique
La Bûche est initialement publiée dans la revue Gil Blas du 26 janvier 1882, sous le pseudonyme de Maufrigneuse, puis dans le recueil Mademoiselle Fifi et dans quatre autres revues.  

## Résumé
Le narrateur, se tenant aux côtés d'une de ses amies, voit soudain une bûche tomber de la cheminée et commencer à enflammer la salle. Il parvient toutefois à enrayer l'incendie et déclare que la chute de cette bûche lui remémore un souvenir douloureux, qui fut à l'origine de sa haine du mariage. 
Jeune, il avait pour meilleur ami un dénommé Julien. Lorsque celui-ci se maria, le narrateur, malgré ses craintes et timidités initiales, resta lié avec le couple. Un soir, Julien lui confie sur une idée de sa femme, le soin d'occuper madame quelques heures, un travail l'appelant au dehors. 
Bien vite, la femme paraît vouloir se rapprocher du narrateur jusqu'à même avoir des rapports avec lui. Malgré son éthique morale et son attachement à Julien, il finit par se laisser embrasser par la femme. Le baiser est interrompu par la chute d'une bûche sur le tapis, commençant à enflammer la salle. Il se rue pour repousser la bûche; c'est à ce moment précis que revient Julien, en avance de deux heures, et qui aurait surpris les deux amants si la bûche n'était pas tombée. 
Après cet incident les rapports entre les deux hommes ne furent plus jamais les mêmes, Julien le battait froid, sans doute sur les conseils de sa femme.

## Édition française
- La Bûche, Maupassant, contes et nouvelles, texte établi et annoté par Louis Forestier, Bibliothèque de la Pléiade, éditions Gallimard, 1974  (ISBN 978 2 07 010805 3).